# For Her Brother's Sake (film 1911 Melford)
For Her Brother's Sake è un cortometraggio muto del 1911, prodotto dalla Kalem Company e interpretato da Carlyle Blackwell, Alice Joyce e George Melford.
Nello stesso anno uscirono altri due film dallo stesso titolo: il primo For Her Brother's Sake era diretto da Thomas H. Ince; il secondo For Her Brother's Sake (non si conosce il nome del regista) era interpretato da Maurice Costello.

## Produzione
Il film fu prodotto dalla  Kalem Company.

## Distribuzione
Il film - un cortometraggio di una bobina - uscì nelle sale statunitensi il 30 ottobre 1911 distribuito dalla General Film Company Incorporated. Il 16 luglio 1915, la stessa compagnia distribuì anche una riedizione della pellicola.